# Малоглазая силага
Малоглазая силага, или малоглазая силлага (лат. Sillaginopsis panijus) — вид лучепёрых рыб семейства силаговых. Единственный представитель одноимённого рода Sillaginopsis. Распространены в западной части Индийского океана. Максимальная длина тела 44 см.

## Описание
Тело удлинённое, несколько сжато с боков, покрыто очень мелкой ктеноидной чешуёй. Голова сплюснута в дорсо-вентральном направлении. Глаза маленькие и частично прикрыты суженными орбитами. Рыло заострённое с конечным ртом. Нижняя челюсть короче верхней. Зубы ворсинковидные, на челюстях и сошнике расположены полосками. Внешний ряд с несколько увеличенными зубами. Первые два передних зуба на верхней челюсти крупнее остальных. Два спинных плавника разделены небольшим промежутком. В первом спинном плавнике 10 жёстких лучей, второй луч сильно удлинённый; а во втором спинном плавнике — один жёсткий и 25—27 мягких лучей. В длинном анальном плавнике два колючих и 24—27 мягких лучей. Хвостовой плавник выемчатый. В боковой линии 84—90 чешуек. Позвонков 42, из них 15 брюшных и 27 хвостовых. Плавательный пузырь отсутствует или рудиментарный.
Тело светло-коричневое сверху, бледнее и до беловатого снизу. Плавники бледно-коричневатые с мелким чёрными пятнышками.
Максимальная длина тела 44 см, обычно до 25 см.

## Биология
Морские придонные стайные рыбы. Обитают в прибрежных водах на открытых песчаных отмелях, над илистыми грунтами, а также на прибрежных мелководьях, заходят в эстуарии. Питаются ракообразными, мелкими рыбами и водорослями. Половой зрелости достигают при длине тела 12 см. В эстуарии реки Хугли нерестятся два раза в году с ноября по февраль и в августе — сентябре. Молодь перемещается в верхние части эстуария, где нагуливается в течение 2—3 месяцев, а затем откочёвывает в более глубокие участки залива.

## Ареал
Распространены в западной части Индийского океана от Пондичерри вдоль побережья Индостана (Коромандельский берег) до дельты Ганга, Мьянмы и далее на юг до Малайзии; редко встречаются у берегов Индонезии.